# PN Hb 12
PN Hb 12 - также известная под именем Hubble 12 - это биполярная туманность в созвездии Кассиопея. Поразительная форма этой туманности, напоминающая бабочку или песочные часы, сформировалась, когда солнцеподобная звезда приблизилась к концу своей жизни и выбросила свои внешние слои в окружающее пространство. В случае биполярных туманностей этот материал направляется к полюсам стареющей звезды, создавая характерную двухлопастную структуру.
Наблюдения с помощью космического телескопа Хаббл NASA / ЕКА и NTT показали, что биполярные планетарные туманности, расположенные в направлении центральной выпуклости нашего Млечного Пути, кажутся странно выровненными на небе — удивительный результат, учитывая их разнообразное и хаотичное формирование